# Hansgeorg Bätcher
Hansgeorg Bätcher (13 de janeiro de 1914 - 23 de abril de 2003) foi um oficial alemão que serviu durante a Segunda Guerra Mundial. Foi condecorado com a Cruz de Cavaleiro da Cruz de Ferro.

## Carreira

### Patentes
Major (Majoor)

### Condecorações
| Cruz de Ferro 2ª Classe                       |
| Cruz de Ferro 1ª Classe                       |
| Folhas de Carvalho nº 434 24 de março de 1944 |